# Superbuit Local Meridional
El Superbuit Local Meridional és una regió d'espai extremadament gran i gairebé buida.
S'hi troba al costat del supercúmul local, que conté la nostra galàxia, la Via Làctia. El seu centre s'hi troba a 96 megaparsecs i el buit de té 112 megaparsecs de diàmetre per la seva part més estreta. El seu volum és aproximadament 600 mil milions de vegades superior al de la Via Làctia.